# Corts de Castella i Lleó

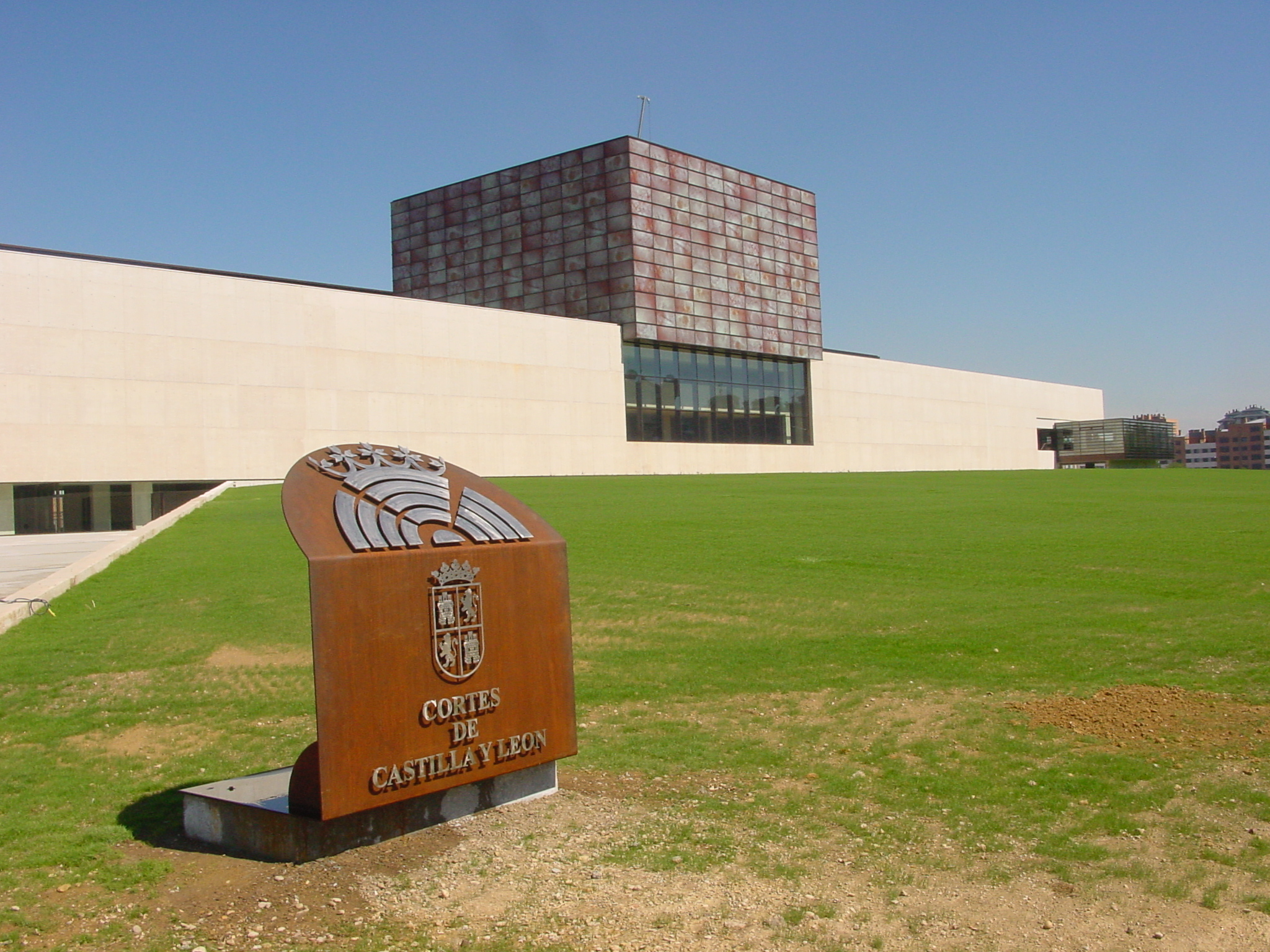
Seu de les Corts, a l'Avinguda de Salamanca de Valladolid.

Les Corts de Castella i Lleó en castellà i oficialment: Cortes de Castilla y León són l'òrgan legislatiu de la Comunitat Autònoma de Castella i Lleó. Els seus membres es diuen procuradors i la seva comesa és el de representar els ciutadans castellans i lleonesos. Són escollits per sufragi universal, lliure, directe i secret.

## Història
El 1983, amb l'aprovació de l'Estatut d'Autonomia de Castella i Lleó es constituïxen com a òrgan legislatiu, sent escollit de manera democràtica.

## Composició
El nombre de Procuradors electes per a la VII Legislatura és de 83. El repartiment és el següent: 
- Per províncies:
  - Àvila: 7
  - Burgos: 11
  - Lleó: 14
  - Palència: 7
  - Salamanca: 11
  - Segòvia: 6
  - Sòria: 5
  - Valladolid: 15
  - Zamora: 7.
- Per Grups Parlamentaris: 
  - Partit Popular: 31
  - Partit Socialista Obrer Espanyol: 28
  - VOX: 13
  - Unió del Poble Lleonès: 3
  - Soria ¡Ja!: 3
  - Unides Podem: 1
  - Ciutadans: 1
  - Per Àvila: 1[2]

## Competències
Les Corts són les encarregades d'escollir al President de la Comunitat Autònoma d'entre els seus membres. El President exerceix el poder executiu i nomena el Govern de la Junta. Les atribucions de les Corts segons l'Estatut d'Autonomia són, entre altres: 
- Exercir el poder legislatiu de la Comunitat.
- El control del Govern de la Junta i del seu President.
- L'aprovació dels Pressupostos.
- L'elecció del President de la Junta.
- Designar als Senadors que són triats de manera indirecta corresponents a la Comunitat.
- Imposar i recaptar tributs.

## Seu
Fins a la VI legislatura (2003-2007), van tenir la seva seu provisional al Castell de Fuensaldaña, a Fuensaldaña, als voltants de Valladolid. Amb l'arrencada de la VII Legislatura entra en funcionament la nova i definitiva seu de les Corts en la ciutat de Valladolid, obra de l'arquitecte granadí Ramón Fernández Alonso i executada pels arquitectes val·lisoletans Leopoldo Cortejoso García i Juan Antonio Coronat Serra i situada en el complex Villa del Prado.